# Марково (Пекшинское сельское поселение)
Марково — деревня в Петушинском районе Владимирской области России, входит в состав Пекшинского сельского поселения. Деревню не стоит путать с селом Марково Нагорного сельского поселения Петушинского района. Самая северная деревня Петушинского района.

## География
Деревня расположена на левом высоком  берегу реки Пекша на высоте от 143 до 148 м от уровня моря,  в 25 км на север от центра Пекшинского сельского поселения посёлка  Пекша и в 32 км на северо-восток от райцентра города Петушки.

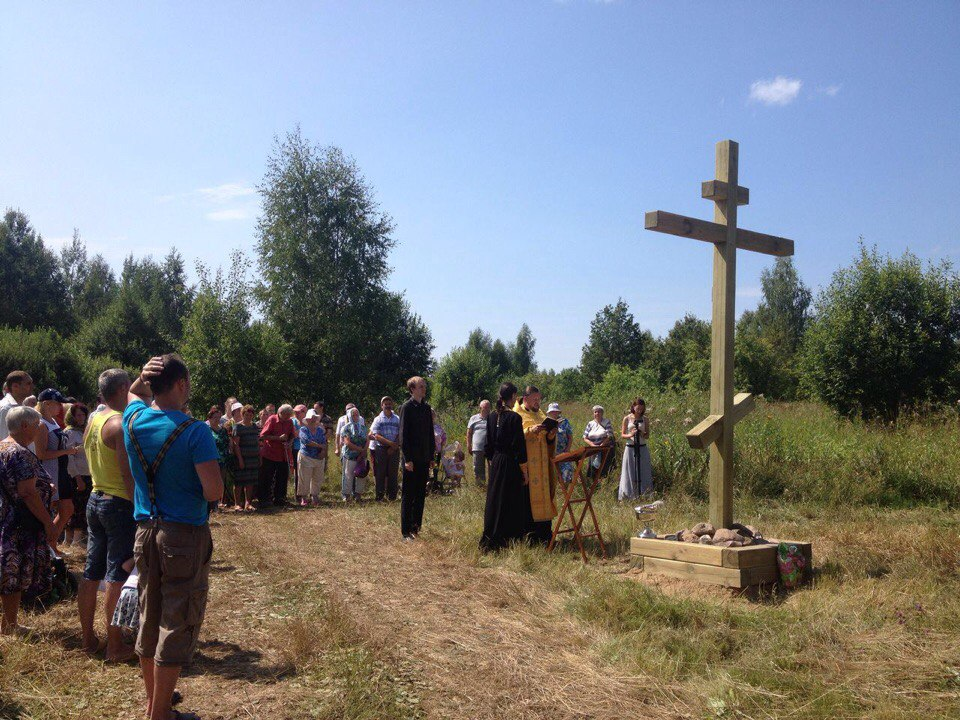
Освящение поклонного креста "Спас Железный Посох"

## История
Наиболее ранее упоминание деревни Марково относится к 1646 году и найдено в полевых записках межевания дачи села Короваева и деревень Марково, Митино, Новинки и Горынино (РГАДА ф 1301 оп 1 д 1105 л.6, 6об), в этом документе, созданном в 1770-м году, приводится выписка из более старого документа 1646 года "Чрез сие объявляем сколько в показанном селе с деревнями Марковой и Новинками по писцовым Володимерского уезду письма и меры князя Василия Кропоткина да у дьяка Игнатия Лукина (...) да до выписи исправная князя Кропоткина да подъячева Афанасия Кувязева  155 году (1646 года) в стану Большем Рогу, что ныне Ильмехоцкий, за стольником Дмитрием Фёдоровым  сыном Кузьминым-Короваевым водчина (...)В деревне Марков на речке Мокше да на речке Пекше 12 четвертей лесом поросло (6.6. га), восемь четвертей в поле, а в дву потому же"

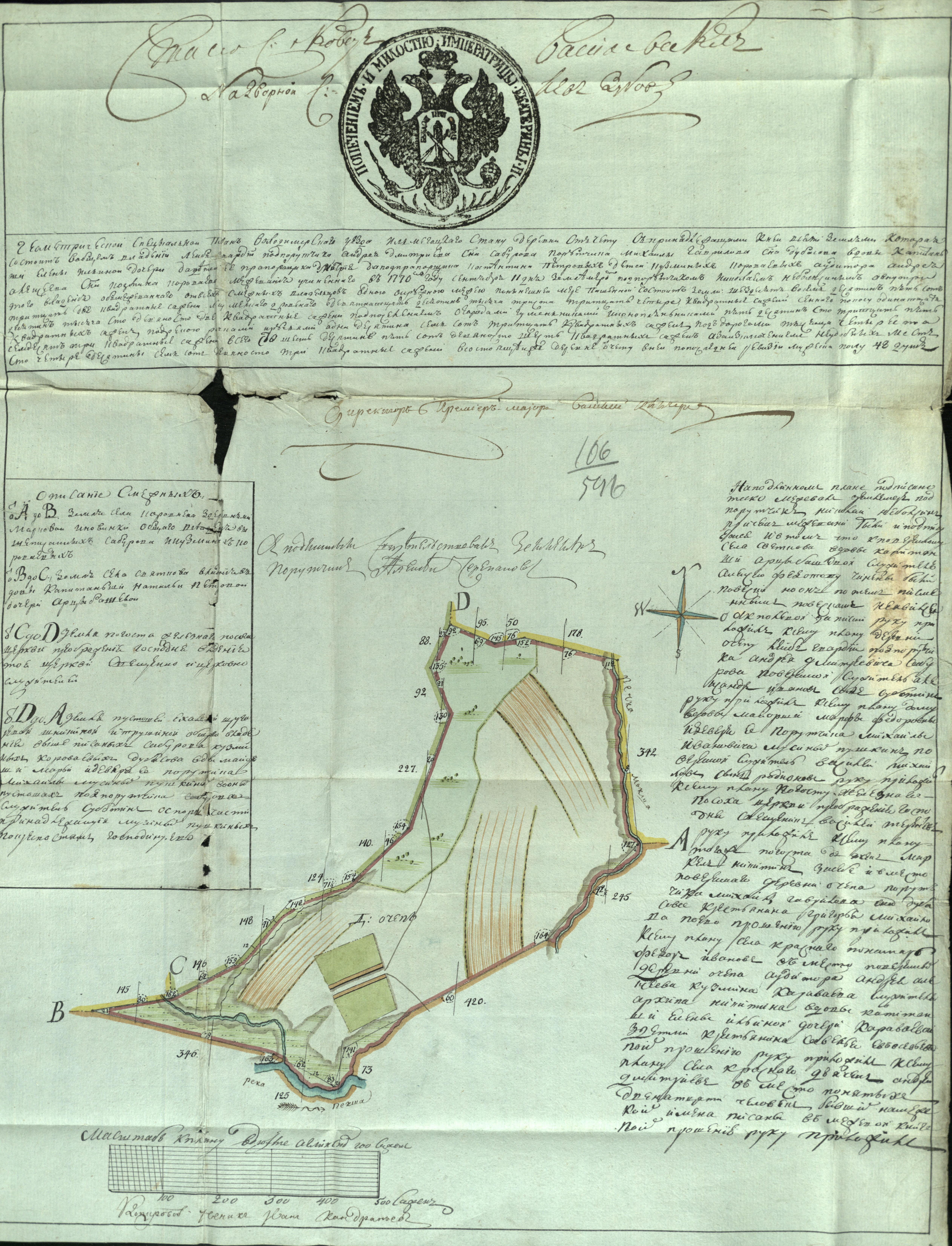
Очеп на плане генерального межевания 1770 года. Видны дороги на Спас Железный Посох и Марково, а также впадение ручья Брань в Пекшу.

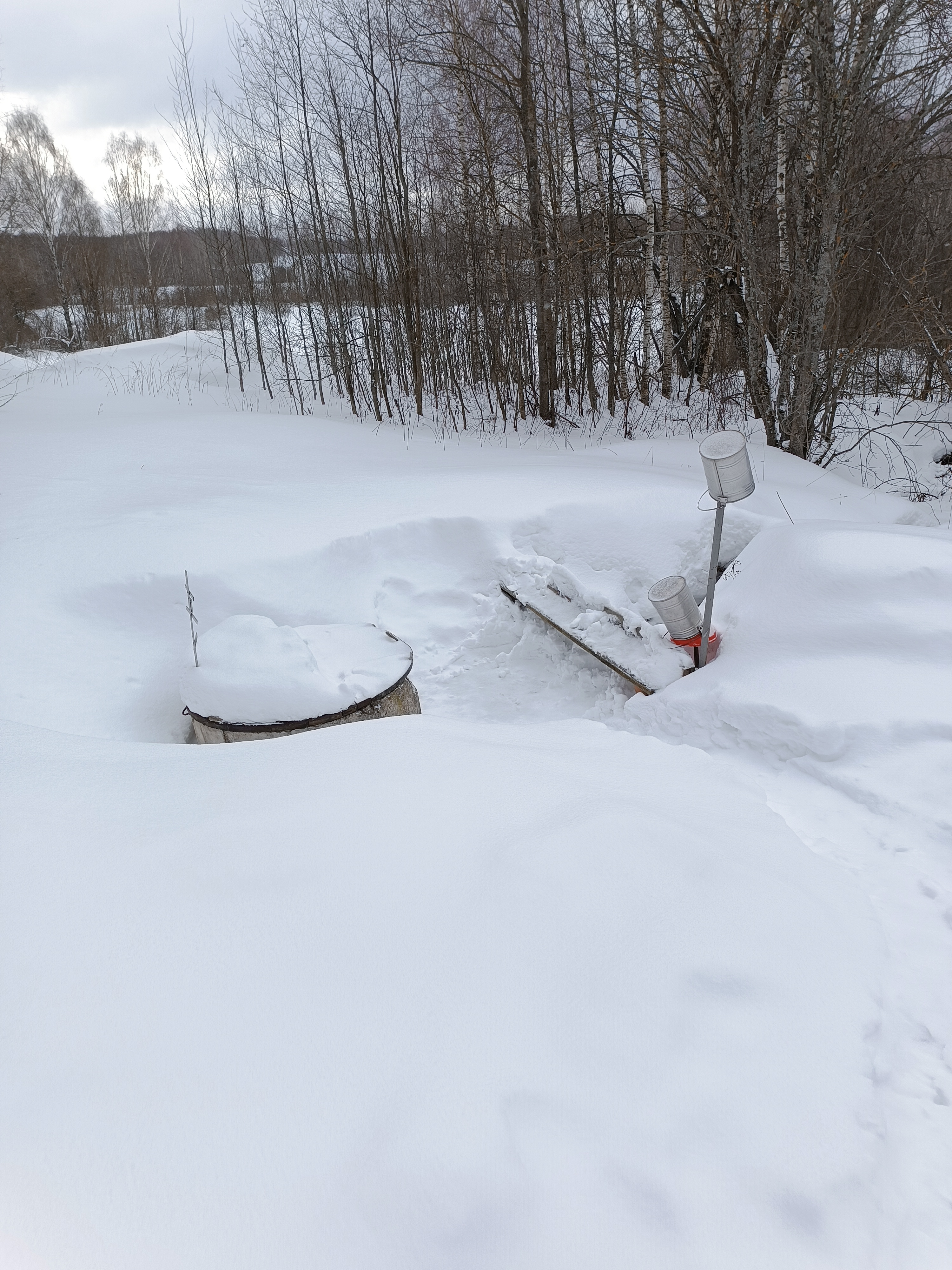
Ключ Светлояр Св. Евангелиста Марка зимой

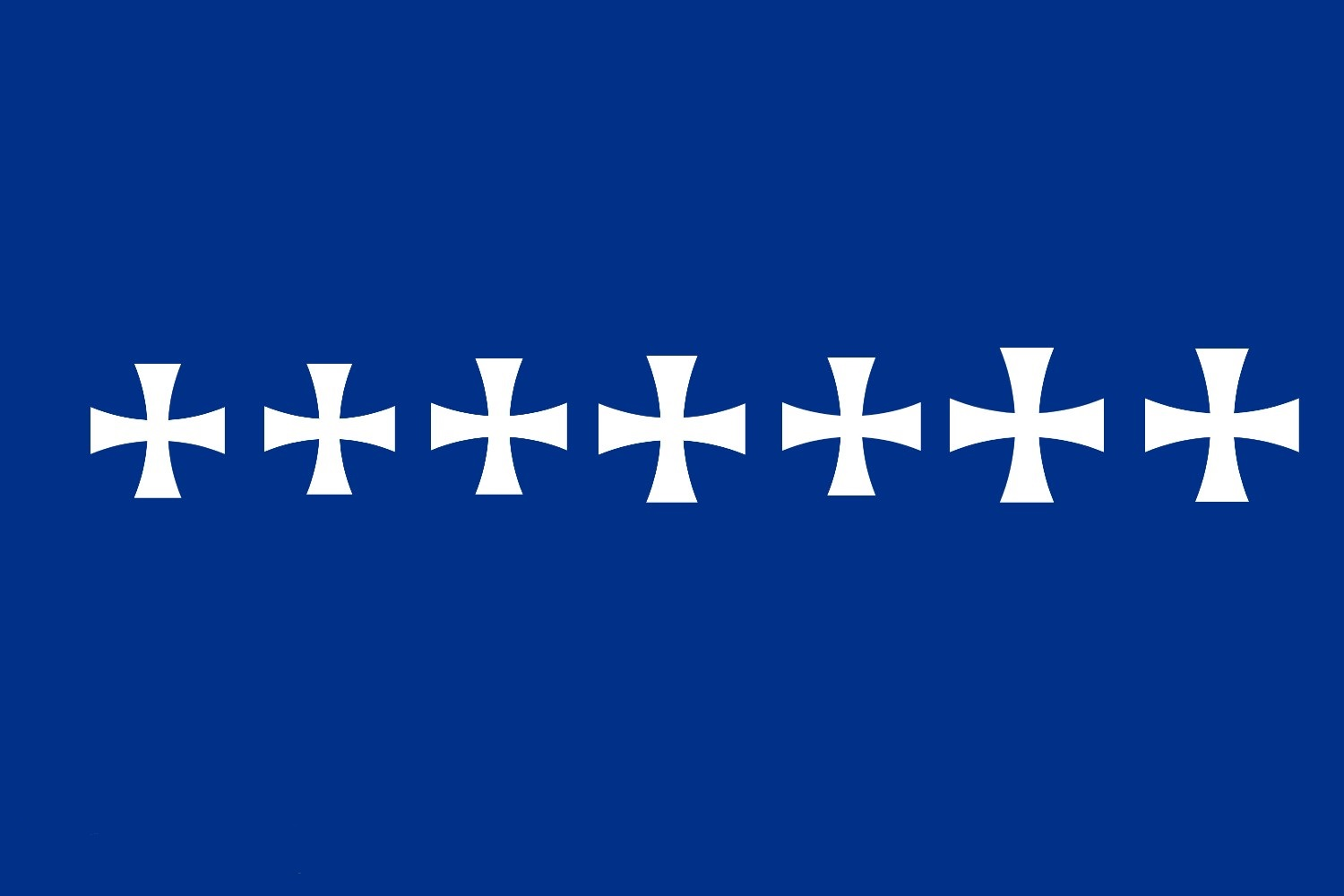
Неофициальный флаг Края 7 церквей, куда входит Марково

По переписным книгам 1678 года деревня Марково вместе с селом Короваевым принадлежала двум вотчинникам Федору и Степану Кузьминым.   До губернской реформы Екатерины II в составе Ильмехотского стана Владимирского уезда, с 1778 года - в составе Покровского уезда Владимирской губернии. В 1845году большая часть марковских крестьян принадлежала Апраксиным, и только 9 душ - Хметевским, при этом граница между этими помещиками проходила по северу деревни.
В конце XIX — начале XX века деревня входила в состав Короваевской волости Покровского уезда. В 1859 году в деревне числилось 32 двора, в 1905 году — 52 двора, в деревне Очеп, располагавшейся севернее, было 38 дворов и 241 жителей. 
В ведомости об общественных попойках в 1-м стане Покровского уезда за апрель-июнь 1890 года, в числе прочих был описан и случай и из деревни Марково. Крестьяне единоразово выпили  1 ведро (12,3 л) вина на 5 рублей за увольнение односельчанина крестьянина Петра Брыкина в покровские мещане.

С 1921 года по 1929 год в составе Орехово-Зуевского уезда (с 1929 года - округа) Московской губернии, с 1929 года - Московской области.С 1929 года деревня являлась центром Марковского сельсовета Петушинского района, с 1939 года — в составе Караваевского сельсовета Петушинского района Московской области, вместе с районом, деревня в 1944 году вошла в состав Владимирской области. с 1979 года — в составе Анкудиновского сельсовета, 2005 года — в составе Пекшинского сельского поселения.

Исторический план деревни Марково 1899 года

В 1974 году Марково было слито с соседней  деревней Очеп, но на деле и психологически и географически разделение между двумя деревнями сохранилось, въезд в Очеп украшает табличка с названием упразднённой деревни.

## Достопримечательности
Деревня находится на высоком берегу реки Пекша, недалеко от  впадения ручья  Мокша, справа от моста урочище Горынино  по исчезнувшей  еще в XVIII  веке деревне Горынино. 
Высокий берег, на котором находится деревня, носит 4 названия: Встречная гора - подъём от моста через Мокшу к деревне, Дружная гора - у развилки дороги в районе дома №12, Школьная гора -  самая высокая точка деревне, где до 1990-х годов стояло здание школы, и Светлый Яр - спуск горы по направлению к реке Пекша и ключу Светлояр. Выкопанный в 1990 году мелиоративный канал носит название ручей Хметевской по имени Андрея Петровича Хметевского  , помещика, адъютанта Владимирского ополчения 1812 года,  который владел деревней в XIX века, в деревне также есть местные названия: Лазаревы кусты - роща между д. Марково и Очеп, Святомарковская роща - круглая, словно тарелка роща на поле у ручья Хметевского, Брыкин спуск (в честь дома Брыкиных).
Части деревни называются: Дружный конец - от въезда в деревню до того места, где заканчивается двурядность,  Школьный конец (старое название - Хутора), от бывшего здания магазина к северу.
Северная часть деревни до 1974 года была отдельной деревней Очеп. Границы поселения проходят по новому руслу реки Яхроша (Яхруша, Яхрень)  в которую впадают мелиоративные каналы: Оленин ( в честь местной помещицы Марии Николаевны Сабуровой (Олениной), Сабуров, Кузьмин-Караваев (по первым владельцам этих мест), ручей Разумовский (по имени священника местного храма Спас Железный посох), Спасский (также по имени священника), и ручей Очеп.
На краю деревни находится освящённый в 2016 году благочинным Петушинского благочиния отцом Сергеем Берёзкиным поклонный крест по дороге к древнему погосту Спас Железный Посох, поклонный крест украшен табличкой "Здесь началась Россия 1545-1552", отсылая к легенде, связанной с личностью Ивана Грозного  и его Казанских походов, само место древнего Погоста находится  в полутора километрах в лесу Гордится деревня и своим знаменитым ключом "Светлояр Святого евангелиста Марка", памятная табличка укреплена на крышке колодца.
В 2023 году на доме 38 установлена мемориальная табличка в честь родившегося в этом доме в 1914 году Петра Андреевича Елесина, командира 77 гвардейского миномётного полка. Рядом - на месте бывшего дома Арбузова, который погиб при трагедии на Ходынке, в 2024 году началось сооружение часовенного столба Святого Марка. 19 февраля 2025 года митрополит Владимирский и Суздальский Никандр дал благословение на создание часовни, это первая часовня в честь Евангелиста Марка в Европейской России ,за исключением пещерной часовни в окрестностях Бахчисарая

## Население
| 1859 | 1905 | 1926 | 2002 | 2010 | 2021 |
| ---- | ---- | ---- | ---- | ---- | ---- |
| 213  | ↗356 | ↘259 | ↘3   | ↗7   | ↘3   |